# 2003년 미스코리아
2003년 미스코리아는 2003년 5월 21일에 서울특별시 광진구의 리틀엔젤스 예술회관에서 열린 마흔일곱번째 미스코리아 선발대회이다. ETN, 웨딩TV에서 중계하였다.

## 입상자
| 대회 |        | 진 (眞)         | 선 (善)                  | 미 (美) |
| ---- | ------ | --------------- | ------------------------ | ------- |
| 본선 | 최윤영 | 박지예 · 신지수 | 오유미 · 안춘영 · 양혜선 |         |
| 강원 | 차현정 | 홍지연          | 김미경                   |         |
| 경기 | 박혜영 | 이유리          | 양수진                   |         |
| 경남 | 박은진 | 김수민          | 권현지                   |         |
| 경북 | 김민희 | 채순재          | 조수진                   |         |
| 광주 | 안소현 | 정미주          | 양서은                   |         |
| 전남 | 안소현 | 정미주          | 양서은                   |         |
| 대구 | 류미주 | 김은지          | 조미나                   |         |
| 대전 | 유혜선 | 김수희          | 김혜진                   |         |
| 충남 | 유혜선 | 김수희          | 김혜진                   |         |
| 부산 | 안춘영 | 박향미          | 김아름                   |         |
| 서울 | 최윤영 | 오유미          | 양혜선 · 신지수          |         |
| 울산 | 박성희 | 김혜령          | 최안나                   |         |
| 인천 | 이소훈 | 이청            | 이미선                   |         |
| 전북 | 박지예 | 이수진          | 김한나                   |         |
| 제주 | 윤수정 | 남여진          | 김민정                   |         |
| 충북 | 김아나 | 호채은          | 이혜련                   |         |

## 참가자 사진

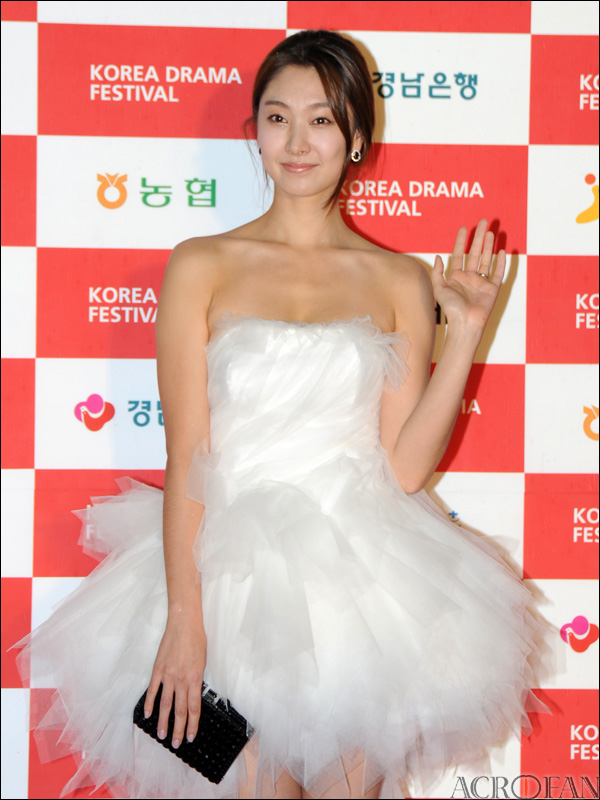
2003년 미스코리아 후보 차현정, 미스 강원 진